# 키스드
《키스드》(Kissed)는 캐나다에서 제작된 린 스톱케윅 감독의 1996년 드라마, 멜로/로맨스 영화이다. 몰리 파커 등이 주연으로 출연하였고 린 스톱케윅 등이 제작에 참여하였다.

## 출연

### 주연
- 몰리 파커
- 피터 아우터브릿지
- 제이 브라조

## 기타
- 미술: 에릭 맥냅
- 의상: 바브 닉슨
- 배역: 웬디 오브라이언